# 武田有生
武田 有生（たけだ ゆうせい、1932年9月 - ）は、日本の映画監督、脚本家、映画製作者である。本名は不明だが、1965年（昭和40年）の監督デビュー作でのみ砂山 義達（すなやま よしたつ）と名乗った。『女のうれし泣き』等、主題歌の作曲家としても知られ、1960年代に盛んになった成人映画の世界にパートカラーの導入を発案した人物であるといわれる。

## 人物・来歴
1932年（昭和7年）9月、東京府東京市（現在の東京都）に生まれる。
東京都豊島区の東洋音楽専門学校（のちの東洋音楽大学、現在の東京音楽大学）に進学するも、中途退学する。その後、1950年（昭和25年）に新藤兼人らと近代映画協会を結成した吉村公三郎の助監督を務めた。ただし当時のキャリアは、チーフ助監督までには至っていない。その後、1960年代に入って成人映画の世界に入り、1964年（昭和39年）8月に設立されたヒロキ映画でチャンスをつかみ、満32歳であった1965年（昭和40年）7月20日に公開された左京ミチ子主演の『好色あんま日記』で監督に昇進した。同作は、同時代資料である『映画年鑑 1967』あるいは日本映画データベース等でも、いずれも監督は「砂山義達」であると記されており、同名義は同作でのみ使用されたものであった。成人映画を手がけるようになったのは、斎藤耕一の助監督を経て、とする資料もあるが、武田の監督昇進当時ですら、斎藤はまだ日活でスチル写真のカメラマンを務めていた時期であり、斎藤が斎藤プロダクションを設立して『囁きのジョー』を監督するのは、その3年後（1967年）である。当初はフリーランス的に、シネプロダクションで『禁じられた肌』（1965年）、近代企画で『狙われた女達』（1966年）、と各社で監督を務めたが、1966年（昭和41年）6月に大蔵映画が配給・公開した『女高生地帯』以降、自らの「武田プロダクション」での製作を開始する。「女高生シリーズ」はヒット作品となり、以降も続けられた。
1967年（昭和42年）12月1日に公開された『多情な乳液』、あるいは同年に公開された『女のせい談』でパートカラーを導入している。日本の成人映画、いわゆるピンク映画の世界にパートカラー導入を発案したのは、武田であるとされる。ただし同作以前にも、本木荘二郎が高木丈夫の名で監督し、同作より3年早い1964年10月14日に公開された『洋妾』（製作シネユニモンド）、若松孝二が監督し同作より2年早い1965年5月に公開された『太陽のヘソ』（製作映広プロダクション、配給国映）が先行して存在し、これらに武田がいかに関わったかは不明である。1968年（昭和43年）8月に公開された『女のうれし泣き』では、ミノルフォンレコード（現在の徳間ジャパンコミュニケーションズ）の小代一夫（1945年 - ）が歌う同名の主題歌を作詞・作曲した。主題歌のほかにも作曲活動を行ったというが、「武田有生」では日本音楽著作権協会（JASRAC）に登録されておらず、詳細は不明である。同作以降、多く六邦映画で監督作を発表した。
『好色一代 無法松』（製作・配給六邦映画、1969年）、『王将定石松葉くずし』（同、1970年）といった、文芸ものの成人映画も手がけた。『好色一代 無法松』は「六邦映画創立3周年記念超大作」と銘打ったオールスター作品で、港雄一が車夫の無法松を演じたほか、のちに監督に転向する新田栄が北村淳の名で出演している。鈴木志郎康は、練馬映画劇場（東京都練馬区練馬1丁目6番22号、経営・渋谷登志彦、1989年12月閉館）で渡辺護監督の『(秘)湯の町 夜のひとで』（配給関東映配、1970年）に併映された、武田の監督作『畜生道』（製作・配給六邦映画、1970年）を観たといい、ストーリーはあるもののストーリーらしきものがないと『映画の弁証 性と欲望のイメージ』でとりあげて論じている。この時期、撮影技師には東宝出身のヴェテラン技師である遠藤精一（船橋登）と多く組んだ。『女高生のいたずら』（製作・配給中央映画、1969年）、『残酷色情絵図』（製作中央映画、配給葵映画、1970年）、『好色回春物語』（製作・配給葵映画、1970年）の脚本にクレジットされた「中原圭司」は、石森史郎の変名で石森自身は「有生は文芸調のなかなかいい作品を撮ってね。気も合って何本もホンを書いているんだ」と武田を評価していた。
1972年（昭和47年）10月に公開された『女子学生 性の乱れ』を最後にフィルモグラフィが途絶える。このとき武田は満40歳であったが、4年後の1976年（昭和51年）に発行された『日本映画監督全集』の武田の項の作品一覧も同作で止まっている。以降の活動は不明である。
東京国立近代美術館フィルムセンターは、武田の監督作のうち、『女のせい談』、『女のうれし泣き』、『女のたこ部屋』、『女高生のいたずら』、『十八才の妖婦』、『性(セックス)診断旅行』 の6作の上映用ポジプリントを所蔵している。2012年（平成24年）8月31日には、神戸映画資料館で『好色回春物語』が16mmフィルムで上映されている。

## フィルモグラフィ
クレジットは特筆以外はすべて「監督」である。東京国立近代美術館フィルムセンター（NFC）等の所蔵状況についても記す。

### 1960年代
- 『好色あんま日記』 : 製作五代儀弘光、脚本池田正一、主演左京ミチ子、製作大和フィルム[4][5]（TRS[9]）、配給ヒロキ映画、1965年7月20日公開（映倫番号 14063） - 監督[1]・「砂山義達」名義
- 『禁じられた肌』 : 企画池谷一、製作小林光、脚本松平圭司、主演可能かづ子、製作シネプロダクション、配給関東映配、1965年11月公開（映倫番号 14217）
- 『狙われた女達』 : 製作小林正、主演狩野翔子・谷口朱里、製作近代企画、配給関東ムービー配給社、1966年1月公開（映倫番号 14329） - 監督・脚本
- 『女高生地帯』 : 主演新高恵子、製作武田プロダクション、配給大蔵映画、1966年6月公開（映倫番号 14512） - 企画・製作・監督・脚本
- 『乱気流の悶え』 : 主演菊村愛、製作武田プロダクション、配給大蔵映画、1966年7月公開（映倫番号 14585）
- 『情事の渓谷』 : 主演西百合、製作武田プロダクション、配給大蔵映画、1966年9月公開（映倫番号 14658）

- 『密室の抱擁』 : 主演麻里亜子、製作武田プロダクション、配給大蔵映画、1967年2月14日公開（映倫番号 14831）
- 『若い刺激』 : 製作藤宏、主演泉ユリ、製作武田プロダクション、配給大蔵映画、1967年6月24日公開（映倫番号 14931） - 監督・脚本
- 『多情な乳液』[16]  : 主演辰巳典子、製作ヤマベプロダクション、配給大蔵映画、1967年12月1日公開（映倫番号 15173）
- 『熟れた感触』[16] : 主演加山恵子、製作二〇世紀プロダクション、1967年公開（映倫番号 不明）
- 『女のせい談』 : 企画・製作山辺信雄、主演松宮ユキ・左京未知子、製作ヤマベプロダクション、配給関西新東宝、1967年2月審査[16]・同年公開（映倫番号 不明） - 監督、65分の上映用ポジプリントをNFCが所蔵[3]

- 『女のうれし泣き』 : 企画・製作結城眞吾、主演辰巳典子、主題歌小代一夫（編曲吉村廉）、製作・配給六邦映画、1968年8月公開（映倫番号 15468） - 監督・原作・主題歌の作詞・作曲、64分の上映用ポジプリントをNFCが所蔵[3]
- 『女のたこ部屋』 : 企画・製作結城真伍、主演辰巳典子・大月麗子、製作・配給六邦映画、1968年10月公開（映倫番号 15577） - 監督、68分の上映用ポジプリントをNFCが所蔵[3]
- 『変質者』 : 製作ユニフィルム、1968年公開（映倫番号 不明）
- 『女学生の寝室』 : 主演瞳リエ、製作光映画、1968年5月審査[16]・同年公開（映倫番号 不明）
- 『続・不良女学生』 : 製作中央映配、1968年公開（映倫番号 不明）
- 『牝蛇』 : 主演桂奈美、製作二〇世紀プロダクション、1968年公開（映倫番号 不明）

- 『残酷肉体責め』 : 製作中央映画、1969年2月公開（映倫番号 15731）
- 『素肌の密戯』[17][4]（『素肌の密戟』[5]） : 主演辰巳典子、製作・配給六邦映画、1969年2月公開（映倫番号 15735）
- 『好色一代 無法松』[1][4][5] : 主演港雄一・辰巳典子、主題歌小代一夫、製作・配給六邦映画、1969年3月公開（映倫番号 15765） - 企画・監督
- 『女高生のいたずら』 : 脚本中原圭司、主演園ひとみ、製作中央プロダクション、配給中央映画、1969年4月23日審査[17]・同年公開（映倫番号 不明） - 監督、64分の上映用ポジプリントをNFCが所蔵[3]
- 『女高生シリーズ 処女集団喪失』[5][17] : 製作・配給中央映画、1969年公開（映倫番号 不明）
- 『性(セックス)診断旅行』 : 脚本団鬼六、主演辰巳典子・大月麗子、製作・配給中央映画、1969年公開（映倫番号 不明） - 監督、67分の上映用ポジプリントをNFCが所蔵[3]
- 『競艶おんな極道 色道二十八人衆』[5][17]（『色道二十八人衆』[1][4]） : 主演珠瑠美・林美樹、製作・配給六邦映画、1969年5月審査[17]・同年6月公開（映倫番号 15919）
- 『女極道狂い咲き』[18] : 製作ユニフィルム、1969年6月10日審査[18]・同年公開（映倫番号 不明）
- 『十八才の妖婦』[3]（『十八歳の妖婦』[18]） : 脚本冠太郎、主演御所千景、製作中央プロダクション、配給中央映画、1969年6月21日審査[17][18]・同年公開（映倫番号 不明） - 監督、64分の上映用ポジプリントをNFCが所蔵[3]
- 『女肉 狂い責め』 : 主演白川和子、製作大蔵映画、1969年7月15日審査[18]・同年8月公開（映倫番号 15988）
- 『濡れた秘事 女高生体験記』[5]（『女高生体験記 濡れた秘事』[18]） : 主演高鳥和子、製作・配給六邦映画、1969年8月18日審査[18]・同年公開（映倫番号 不明）
- 『情欲の鞭』 : 主演柏原洋子・火鳥こずえ、撮影船橋登（遠藤精一）、製作北都プロ、配給葵映画、1969年9月20日審査[18]・同年10月公開（映倫番号 不明）
- 『女が鞭で嬲る時』 : 製作鬼プロダクション、配給ミリオンフィルム、1969年10月2日審査[18]・同年11月公開（映倫番号 16076）
- 『情怨のおとし穴』 : 製作・配給六邦映画、1969年10月20日審査[18]・同年公開（映倫番号 不明）
- 『よろめきの秘体』[5]（『よろめきの恥体』） : 主演辰巳典子、製作・配給六邦映画、1969年11月22日審査[18]・同年公開（映倫番号 不明）

### 1970年代
- 『痴漢の復讐』 : 製作・配給六邦映画、1969年12月9日審査[18]・1970年1月公開（映倫番号 16185）
- 『初めての陶酔』 : 製作並木プロダクション、1969年12月30日審査[18]・1970年1月公開（映倫番号 不明）
- 『濡れた痴園』 : 製作・配給六邦映画、1970年1月13日審査[18]・同年公開（映倫番号 不明）
- 『残酷色情絵図』 : 脚本中原圭司、主演珠瑠美、製作中央映画、配給葵映画、1970年2月16日審査[18]・同年3月公開（映倫番号 不明）
- 『王将定石松葉くずし』[18]（『王将・松葉くずし』[1]） : 製作・配給六邦映画、1970年4月23日審査[18]・同年公開（映倫番号 不明）
- 『いろ餓鬼交情記』 : 製作・配給六邦映画、1970年5月16日審査[18]・同年公開（映倫番号 不明）
- 『好色回春物語』 : 脚本中原圭司、主演白川和子・青山美沙、製作・配給葵映画、1970年6月12日審査[18]・同年6月公開（映倫番号 不明） - 69分の16mm上映用プリントが現存[10]
- 『恍惚の宴』 : 製作鬼プロダクション、配給ミリオンフィルム、1970年6月20日審査[18]・同年8月公開（映倫番号 16418）
- 『畜生道』 : 製作・配給六邦映画、1970年7月7日審査[18]・同年公開（映倫番号 不明）
- 『女高生の初経験』 : 製作鬼プロダクション、配給ミリオンフィルム、1970年10月7日審査[18]・同年11月公開（映倫番号 16536）
- 『穴にかけろ』 : 製作・配給六邦映画、1970年11月21日審査[18]・同年公開（映倫番号 不明）

- 『処女が燃える時』[4][18]（『処女が燃えるとき』[5]） : 製作民映プロダクション[18]、配給ミリオンフィルム、1971年1月19日審査[18]・同年2月公開（映倫番号 16659）
- 『人生寝わざ日記』 : 製作民映プロダクション、配給六邦映画、1971年2月8日審査[18]・同年2月公開（映倫番号 16678）
- 『性蝕鬼』 : 撮影遠藤精一、製作・配給六邦映画、1971年4月12日審査[18]・同年6月公開（映倫番号 16749）
- 『指のいたずら』[4][5]（『妖艶みだれ壺 指のいたずら』[18]） : 撮影遠藤精一、製作・配給六邦映画、1971年6月11日審査[18]・同年7月公開（映倫番号 16826）
- 『異常性態』 : 撮影遠藤精一、製作・配給大蔵映画、1971年6月22日審査[18]・同年7月公開（映倫番号 16833）
- 『性魔』 : 主演一星ケミ、製作民映プロダクション、配給大蔵映画、1971年8月25日審査[18]・同年8月公開（映倫番号 16885）
- 『つぼ地獄』[4][5]（『続・指のいたずら つぼ地獄』[18]） : 撮影遠藤精一、製作・配給六邦映画、1971年9月7日審査[18]・同年10月公開（映倫番号 16897）
- 『セックス色と欲』 : 撮影遠藤精一、製作・配給六邦映画、1971年9月7日審査[18]・同年11月公開（映倫番号 16898）
- 『熟した女体』 : 主演谷ナオミ、撮影遠藤精一、製作民映プロダクション、配給ミリオンフィルム、1971年10月16日審査[18]・同年11月公開（映倫番号 16948）
- 『女高生(禁)売春の群れ』[4][18]（『女高生(秘)売春の群』[5]） : 製作・配給六邦映画、1971年11月9日審査[18]・同年12月公開（映倫番号 16981）

- 『密室の痴態』 : 製作新映プロダクション、1971年12月18日審査[18]・1972年1月公開（映倫番号 不明）
- 『寝室のテクニック』[4][5]（『まくら芸者の告白 寝室のテクニック』[18]） : 製作・配給六邦映画、1971年12月22日審査[18]・1972年1月公開（映倫番号 17047）
- 『東京女とエロ事師』[18] : 製作プリマ企画、1972年2月25日審査[18]・同年公開（映倫番号 不明）
- 『のぞき見た愛戯』[18] : 撮影遠藤精一、製作和光映画、1972年2月25日審査[18]・同年公開（映倫番号 不明）
- 『残酷紅肌地獄』[4][5]（『女いれずみ師 残酷!!紅肌地獄』[18]） : 製作・配給六邦映画、1972年4月28日審査[18]・同年6月公開（映倫番号 17196）
- 『性遊記』 : 製作・配給六邦映画、1972年9月公開（映倫番号 17312）
- 『女子学生 性の乱れ』 : 製作・配給六邦映画、1972年10月公開（映倫番号 17346）